# Объединённое собрание Друзей
Объединённое собрание Друзей (ОСД, англ. Friends United Meeting (FUM)) является содружеством тридцати ежегодных собраний Религиозного общества Друзей (квакеров), расположенных в Северной Америке, Африке и на Карибских островах. В ОСД также входит несколько отдельных месячных собраний и организаций. Штаб-квартира ОСД находится в Ричмонде, штат Индиана, США. Также есть офис в Кисуму, Кения. Объединённое собрание Друзей входит в Национальный совет церквей Соединённых Штатов Америки.
Внутри квакерского движения есть ещё три крупные ветви: две из них представлены подобными организациями — Всеобщая конференция Друзей (ВКД) и Международная евангелическая церковь Друзей, а у третьей — консервативные Друзья — нет единой чётко определённой структуры. Из всех четырёх ветвей ОСД включает наибольшее число сторонников квакерства. В 2005 году в США на 427 местных собраний приходилось 42 680 приверженцев этого движения. Объединённое собрание Друзей также занимается привлечением прихожан и развитием сообществ в Африке и в Латинской Америке.

## История
В 1902 году, через пятнадцать лет после подписания Ричмондской декларации веры (1887 год) было основано Пятилетнее Собрание в качестве объединения квакерских ортодоксальных годовых собраний.
В 1926 году Северо-Западное годовое Собрание вышло из организации. За ним последовало еще несколько. В 1947 они сформировали Ассоциацию евангелических Друзей (ныне Международная евангелическая церковь Друзей).
В 1950-е годы многие годовые собрания в Северной Америке заново объединились и стали членами как ОСД, так и ВКД.
В 1963 году Пятилетнее Собрание было переименовано в Объединённое собрание Друзей.

## Миссия и задачи организации
«Наша задача состоит в том, чтобы воодушевить и привести Друзей к приятию Святого Духа, и, таким образом, привлечь людей в общины, где знают, любят и принимают Иисуса Христа как своего Господа и Наставника».
«У Друзей нет вероучения: никакие официальные слова не могут заменить личных отношений с Богом Отцом через Иисуса Христа. Такие неформальные утверждения передают общий смысл веры Друзей».
«Бог есть любовь, и ждёт внутреннего общения с любым, кто захочет. Необходимо следовать за Духом и поклоняться в Духе. Все равны перед Господом и каждый может служить так, как пожелает Он сам. Иисус Христос — наш настоящий Учитель и Бог, и мы стремимся к объединению и ведению дел под его руководством. Святой Дух даёт то направление, которое соответствует Библии. По мере того, как люди отзываются на свет Христов, освещающий их жизни изнутри, они начинают отражать мир Иисуса снаружи: Его целостность, простоту и моральную чистоту».

## Принципы и типы богослужения
В США действуют две другие аналогичные организации в рамках квакерства: Всеобщая конференция Друзей и Международная евангелическая церковь Друзей. Каждое из этих трёх объединений представляет собой различные ответвления внутри Общества Друзей. Всеобщая конференция Друзей занимает в квакерстве либеральную теологическую нишу, близкую к унитарианскому универсализму, а в Международной евангелической церкви Друзей квакерство смешано с консервативным евангельским христианством.
Объединённое собрание Друзей — крупнейшая в мире организация квакеров, придерживается умеренных воззрений, но в собрании присутствует широкое разнообразие христианских теологических взглядов. Индивидуальные лица, церкви, месячные и годовые собрания, участвующие в работе ОСД, представляют весьма разнообразный спектр точек зрения — от прогрессивных до консервативных и традиционалистских. Исторически это являлось причиной некоторых разногласий внутри ОСД. В него входят собрания с различными традициями проведения молитвенных собраний — «непрограммированные» (построенные на молчаливой молитве), «полупрограммированные» (проводимые пастором и вдобавок к молчаливой части включающие некоторые элементы традиционной церковной службы), а также полностью «программированные».
Объединённое собрание Друзей считает, что отсутствие определённого символа веры позволяет им вмещать в себя значительный диапазон квакерских теологических взглядов.